# Oualata
Oualata (arabo: ولاته) è un comune del sud-est della Mauritania. Si ritiene che sia stato il primo insediamento agro-pastorale simile ai Mandé Sarakollé che vissero lungo i promontori rocciosi di Tichitt-Oualata e Tagant. Qui costruirono uno tra i più antichi insediamenti in pietra dell'Africa continentale. La città moderna venne fondata nell'XI secolo, quando faceva parte dell'Impero del Ghana. Venne distrutta nel 1076 e rifondata nel 1224, diventando una delle principali stazioni di posta delle vie commerciali trans-sahariane, nonché un importante centro di educazione islamica.
Al giorno d'oggi Oualata ospita un museo di manoscritti, ed è nota per la sua architettura vernacolare riccamente decorata. È anche stata dichiarata patrimonio dell'umanità.